# Сосновий Лог (Китмановський район)
Сосно́вий Лог (рос. Сосновый Лог) — село у складі Китмановського району Алтайського краю, Росія. Входить до складу Китмановської сільської ради.

## Населення
Населення — 542 особи (2010; 688 у 2002).
Національний склад (станом на 2002 рік):
- росіяни — 90 %